# Złota kolekcja: Moja intymność
Złota kolekcja: Moja intymność - kompilacja Justyny Steczkowskiej wydana w 2003 roku.

## O albumie
Krążek zawiera wszystkie największe przeboje wokalistki nagrane do 2003 roku. Znalazły się tu utwory z wszystkich płyt Steczkowskiej, prócz Mów do mnie jeszcze i Alkimja. Do płyty dołączono także utwory, których nie można było znaleźć na żadnym wcześniejszym albumie artystki: "Sama" - piosenka pochodząca z Eurowizji czy "Moja intymność", dzięki której artystka zwyciężyła Konkurs Premier w Opolu w 1995 roku. Trafiły tu także piosenki, które nigdy nie były singlami.

## Lista utworów
1. "Boskie Buenos (Buenos Aires)" (muz. Marek Jackowski, sł. Olga Jackowska) 3"35
2. "Dziewczyna Szamana" (muz. Justyna Steczkowska, Paweł Fortuna, sł. Ewa Omernik) 3"50
3. "Sama" (muz. Mateusz Pospieszalski, Wojciech Waglewski, sł. Wojciech Waglewski) 2"52
4. "Grawitacja" (muz. Justyna Steczkowska, Paweł Fortuna, sł. Ewa Omernik) 4"16
5. "Oko za oko, słowo za słowo" (muz. Justyna Steczkowska, sł. Ewa Omernik) 2"38
6. "Kosmiczna rewolucja" (muz. Justyna Steczkowska, sł. Edyta Bartosiewicz) 4"15
7. "Kryminalna miłość" (muz. Justyna Steczkowska, Grzegorz Ciechowski, sł. Ewa Omernik) 3"42
8. "Niekochani" (muz. Justyna Steczkowska, sł. Edyta Bartosiewicz) 4"23
9. "Na koniec świata" (muz. Justyna Steczkowska, sł. Edyta Bartosiewicz) 4"37
10. "Za dużo wiesz" (muz. Justyna Steczkowska, sł. Ewa Omernik) 4"44
11. "Za karę" (muz. Justyna Steczkowska, sł. Ewa Omernik) 3"34
12. "Podróżując" (muz. Justyna Steczkowska, sł. Edyta Bartosiewicz) 4"37
13. "Moja intymność" (muz. Mateusz Pospieszalski, sł. Wojciech Waglewski) 4"33
14. "Modlitwa" (muz. Justyna Steczkowska, sł. Katarzyna Nosowska) 3"59
15. "Zazdroszczę ci" (muz. Justyna Steczkowska, sł. Edyta Bartosiewicz) 4"17
16. "Jeszcze nie, pająku" (muz. Justyna Steczkowska, sł. Ewa Omernik) 4"17
17. "Karuzela z madonnami" (muz. Zygmunt Konieczny, sł. Miron Białoszewski) 2"36
18. "I kuku (wiatr)" (muz. Justyna Steczkowska, sł. Elżbieta Kamdibe Iloabachie) 5"50